# Energía termoeléctrica
Se denomina energía termoeléctrica a la forma de energía que resulta de liberar el agua por medio de un combustible para mover un alternador y producir energía eléctrica.
Desde la antigüedad, el ser humano ha necesitado generar energía térmica para cubrir sus necesidades de abrigo, alimentación, iluminación, fabricación de herramientas y también para resolver todos aquellos problemas que no puede afrontar con el solo uso de su fuerza física, como accionar medios transparentes, maquinarias, armamento, etc.
La energía termoeléctrica puede usar como combustibles productos fósiles como petróleo, carbón o gas natural (ciclo combinado), átomos de uranio, en el caso de la energía nuclear, y energía solar para la generación solar-termoeléctrica.

## Energía termosolar
La cantidad de radiación solar disponible para convertir en energía útil depende de varios factores: posición del sol en el cielo, condiciones atmosféricas, altura sobre el nivel del mar y la duración del día. Uno de los usos más rentables del sol se da en las plantas termosolares.
La energía termosolar, a diferencia de la fotovoltaica que transforma los rayos directamente del sol en energía eléctrica, conlleva un proceso más complejo. Mediante la radiación solar se calienta un aceite especial de origen sintético hasta alcanzar los 400 °C. Con ese aceite se calienta agua. Esa agua se evapora y pasa a unas turbinas cuyo movimiento produce la energía eléctrica. El proceso, por tanto, es mucho más complicado que el que se produce en las plantas fotovoltaicas. El rendimiento es mayor también. Se trata de unos cilindros parabólicos. En su centro llevan unos tubos receptores de calor HC (por la sigla de “Heat Collection”) por los que circula el aceite. Los rayos del sol sobre el cristal se reflejan al tubo por donde circula el aceite que se calienta. Ese aceite pasa por unos intercambiadores agua-aceite. Con el aceite calentamos el agua, la evaporas y el vapor de agua mueve unas turbinas. Ahí es cuando se produce la electricidad.
'¿Qué pasa cuando no hay sol?
El proceso para empezar a producir la energía es siempre el mismo sea invierno o verano. Mientras menos meses de sol la producción de la planta será menor. Si un día llueve lo normal sería que ese día no se produjera, pero la mayoría de las plantas termosolares llevan lo que se denomina “almacenamiento de sales”. Las sales se utilizan para producir las 24 horas del día. El procedimiento es el siguiente: con el sol aparte de calentar el aceite para evaporar agua, también calientas aceite que pasa por unos intercambiadores aceite-sales. Las sales se guardan en dos tanques con temperaturas de 300 y 400 grados. Las sales se van pasando de un tanque a otro para que se mantengan a la temperatura adecuada. Por la noche cuando se ha ido el sol se pasa a hacer el proceso contrario, con las sales se calienta el aceite que vuelve a calentar el agua y producir vapor que será el que siga moviendo las turbinas que producen la electricidad.
El número de este tipo de plantas en España es relativamente pequeño. En abril de 2010 según la Asociación Española de la Industria Solar Termoléctrica había 14 plantas con potencia de 50MW, la mayoría en Andalucía (6) y Extremadura (6). Aunque hay bastantes más en construcción y preasignadas.
Posible destrucción
Un reciente estudio de Greenpeace, elaborado junto a la Asociación Europea de la Energía Solar Termoeléctrica (ESTELA) y la Agencia Internacional de la Energía (AIE), estima que la energía termoeléctrica podría llegar a cubrir el 7% de la demanda eléctrica mundial en 2030 y más de la cuarta parte para 2050.
- en Greenpeace.org Energía termoeléctrica: generadora de gases de efecto invernadero (enlace roto disponible en Internet Archive; véase el historial, la primera versión y la última).
- Energía térmica.

https://web.archive.org/web/20101124044457/http://www.protermosolar.com/boletines/boletin24.html
https://web.archive.org/web/20111217141948/http://www.consumer.es/web/es/medio_ambiente/energia_y_ciencia/2009/08/06/187051.php?page=2
- Datos: Q5832681